# Scandix australis
Scandix australis är en flockblommig växtart som beskrevs av Carl von Linné. Scandix australis ingår i släktet nålkörvlar, och familjen flockblommiga växter.

## Underarter
Arten delas in i följande underarter:
- S. a. australis
- S. a. brachycarpa
- S. a. brevirostris
- S. a. grandiflora
- S. a. microcarpa